# Ylldren Ibrahimaj
Ylldren Ibrahimaj (Arendal, 1995. december 24. –) norvég születésű koszovói válogatott labdarúgó, a Lillestrøm csatárja.

## Pályafutása

### Klubcsapatokban
Ibrahimaj a norvégiai Arendal városában. Az ifjúsági pályafutását a helyi Grane akadémiájánál kezdte.
2012-ben mutatkozott be az Arendal felnőtt csapatában. A 2018-as szezon első felében a másodosztályban szereplő Mjøndalen csapatában szerepelt. 2018 júliusában a Vikinghez igazolt. Először a 2018. július 22-ei, Jerv elleni mérkőzés 77. percében, Usman Salet váltva lépett pályára. Első gólját 2018. augusztus 12-én, az Åsane ellen 2–1-re megnyert találkozón szerezte. 2021-ben az orosz első osztályban érdekelt Ural Jekatyerinburg csapatához szerződött. 2021. február 28-án, a Krasznodar ellen 2–2-es döntetlennel zárult mérkőzésen debütált. 2022. február 7-én három éves szerződést kötött a Lillestrøm együttesével. A ligában először a 2022. április 2-ai, HamKam elleni bajnokin lépett pályára. A következő fordulóban, április 9-én, a Jerv ellen 4–0-ra megnyert mérkőzésen megszerezte első gólját a klub színeiben.

### A válogatottban
Ibrahimaj 2020-ban debütált a koszovói válogatottban. Először 2020. január 12-én, Svédország ellen 1–0-ra elvesztett barátságos mérkőzésen lépett pályára.

## Statisztikák
2023. március 12. szerint
| Klub                | Szezon   | Osztály      | Bajnokság | Bajnokság | Kupa  | Kupa | Nemzetközi | Nemzetközi | Összesen | Összesen |
| Klub                | Szezon   | Osztály      | Meccs     | Gól       | Meccs | Gól  | Meccs      | Gól        | Meccs    | Gól      |
| ------------------- | -------- | ------------ | --------- | --------- | ----- | ---- | ---------- | ---------- | -------- | -------- |
| Arendal             | 2012     | 3. divisjon  | 4         | 0         | 1     | 0    | —          | —          | 5        | 0        |
| Arendal             | 2013     | 2. divisjon  | 24        | 1         | 1     | 0    | —          | —          | 25       | 1        |
| Arendal             | 2014     | 2. divisjon  | 24        | 1         | 2     | 0    | —          | —          | 26       | 1        |
| Arendal             | 2015     | 2. divisjon  | 24        | 2         | 3     | 1    | —          | —          | 27       | 3        |
| Arendal             | 2016     | 2. divisjon  | 25        | 8         | 1     | 0    | —          | —          | 26       | 8        |
| Arendal             | 2017     | OBOS-ligaen  | 28        | 2         | 2     | 3    | —          | —          | 30       | 5        |
| Arendal             | Összesen | Összesen     | 129       | 14        | 10    | 4    | 0          | 0          | 139      | 18       |
| Mjøndalen           | 2018     | OBOS-ligaen  | 15        | 1         | 3     | 1    | —          | —          | 18       | 2        |
| Viking              | 2018     | OBOS-ligaen  | 11        | 3         | 0     | 0    | —          | —          | 11       | 3        |
| Viking              | 2019     | Eliteserien  | 28        | 4         | 7     | 2    | —          | —          | 35       | 6        |
| Viking              | 2020     | Eliteserien  | 29        | 7         | 0     | 0    | 1          | 0          | 30       | 7        |
| Viking              | Összesen | Összesen     | 68        | 14        | 7     | 2    | 1          | 0          | 76       | 16       |
| Ural Jekatyerinburg | 2020–21  | Premjer Liga | 6         | 0         | 1     | 0    | —          | —          | 7        | 0        |
| Ural Jekatyerinburg | 2021–22  | Premjer Liga | 3         | 0         | 1     | 0    | —          | —          | 4        | 0        |
| Ural Jekatyerinburg | Összesen | Összesen     | 9         | 0         | 2     | 0    | 0          | 0          | 11       | 0        |
| Lillestrøm          | 2022     | Eliteserien  | 30        | 4         | 4     | 0    | 4          | 0          | 38       | 4        |
| Lillestrøm          | 2023     | Eliteserien  | 0         | 0         | 1     | 0    | —          | —          | 1        | 0        |
| Lillestrøm          | Összesen | Összesen     | 30        | 4         | 5     | 0    | 4          | 0          | 39       | 4        |
| Összesen            | Összesen | Összesen     | 251       | 33        | 27    | 7    | 5          | 0          | 283      | 40       |

## Sikerei, díjai
Viking
- OBOS-ligaen
  - Feljutó (1): 2018

- Norvég Kupa
  - Győztes (1): 2019

Lillestrøm
- Norvég Kupa
  - Döntős (1): 2022–23